# Atsushi Kawata
Atsushi Kawata (født 18. september 1992) er en japansk fodboldspiller, som spiller for den japanske fodboldklub Tokushima Vortis.